# Exilliteratur
Exilliteratur (en español, literatura del exilio) hace referencia a aquella literatura que es producida por autores que han debido exiliarse, y la cual trata o está influida por este hecho. Normalmente se aplica al exilio de autores alemanes entre 1933 y 1945 a causa de la dictadura nazi, y a su obra. No obstante, los autores alemanes del exilio no conforman un grupo homogéneo, ni en el carácter de sus obras ni en la ideología: había comunistas (como Anna Seghers), de ideología marxista pero sin pertenecer al partido (como Bertolt Brecht), o autores de carácter más conservador (como Thomas Mann). La temática varía desde la novela de denuncia a la novela histórica o de evasión, pasando por las analogías históricas para explicar el ascenso del nazismo o el futuro que aguarda, y pasando por géneros como la lírica y el teatro.

## El ascenso del nazismo
Durante la República de Weimar, crisis económicas y políticas asolaron a Alemania. De este caldo de cultivo surgió el nacionalsocialismo. En 1933 Adolf Hitler llegó al poder y poco a poco socavó el sistema democrático, hasta que consiguió el poder absoluto y comenzó a llevar a cabo sus políticas represivas, racistas, antisemitas e imperialistas.
El nacionalsocialismo se introdujo en la vida diaria de los alemanes; organizaciones dependientes del partido dominaban el trabajo y el tiempo libre. La maquinaria de manipulación y censura (cf. Joseph Goebbels) no permitía la más leve discrepancia y consiguió implantar la irracionalidad nazi en la sociedad, mientras Hitler preparó, a partir de 1935, una poderosa maquinaria militar y realizó los primeros movimientos expansionistas. Aparecieron los primeros campos de concentración para disidentes, judíos, homosexuales, romaníes, etc., y se aplicaron medidas de eugenesia y eutanasia, en un intento por «purificar la raza aria».
Los nazis consideraban el arte moderno, las vanguardias que se habían desarrollado de manera esplendorosa en Alemania y Europa, como arte degenerado y autores vanguardistas, de izquierdas, judíos o críticos del nazismo han de exiliarse. Este exilio tendrá lugar en una miríada de países y se realizará de formas muy diversas.

## El exilio del continente europeo

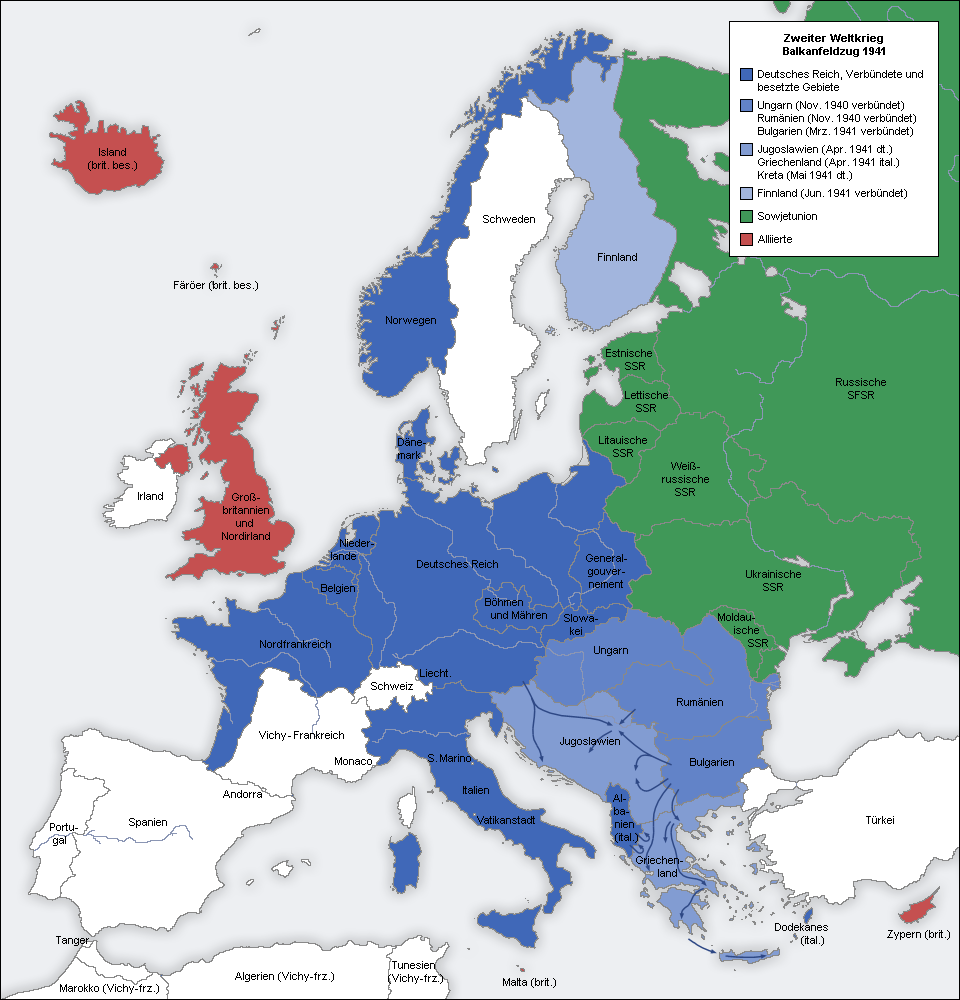
Europa a principios de 1941.

Una primera etapa del exilio alemán puede considerarse la que transcurre desde 1933 hasta 1940, durante la cual la mayoría de autores alemanes se exiliaron en países europeos. En 1940 toda Europa occidental y central queda bajo el dominio nazi o gobiernos pronazis, y algunos países europeos neutrales, como España, con un gobierno fascista que había recibido ayuda militar de Hitler y Mussolini para derrocar a la Segunda República Española, y que es invitada a formar alianza con el Eje, Suecia, que suministra materias primas a Alemania nazi, y Suiza, que sufre grandes presiones para conservar su neutralidad y que niega la entrada a muchas personas ante las presiones de Alemania. La mayoría de autores entonces huyeron a Estados Unidos, México o la Unión Soviética.
Algunos de los países europeos representativos para el exilio son:

### Francia
Fue uno de los principales países de exilio, formándose núcleos sobre todo en París. A Francia huyeron intelectuales como la autora alemana judía Anna Seghers, Bodo Uhse (quien había colaborado con las Brigadas Internacionales en la guerra civil española), Franz Werfel o Arnold Zweig.
Las propias publicaciones francesas dieron cabida en sus páginas a los artículos de los exiliados. Asimismo, se publicó un periódico diario en alemán para los exiliados, Pariser Tageblatt (‘diario parisino’), más tarde llamado Pariser Tageszeitung (‘periódico parisino’).
Francia, junto a Suiza, fue el principal país donde se representaron obras de teatro. Asimismo se funda una editorial, Carrefour Verlag.
Francia fue derrotada por Alemania en julio de 1940 y se instaló un gobierno afín en el sur de Francia (Gobierno de Vichy) que comenzó una persecución contra muchos refugiados alemanes. Muchos autores, como Anna Seghers huyeron al sur de Francia con la esperanza de conseguir un pasaje de barco para Estados Unidos. Marsella era el último refugio en Europa para huir del avance alemán.

### Checoslovaquia
Hasta su caída ante el nazismo entre 1938 y principios de 1939 (cf. Tratado de Múnich), Checoslovaquia fue uno de los principales países de refugio y muy hospitalario; para los exiliados alemanes no era necesario un permiso de residencia y el gobierno checo los acogió activamente.
En Praga se publicó el periódico Arbeiter Illustrierte Zeitung (‘periódico ilustrado obrero’), prohibido en Alemania con el ascenso de Hitler. Se relocaliza una editorial, Malik Verlag.

### Países Bajos
Los Países Bajos fueron uno de los países europeos más solidarios con los exiliados alemanes, si bien no se le consideraba un país muy seguro, pues había caído fácilmente ante los alemanes. Tuvo gran importancia en cuanto a editoriales, como Querido Verlag (‘editorial Querido’), de Klaus Mann, o Allert de Lange. Se publicó la revista Die Sammlung (‘la colección’).

### Reino Unido
El Reino Unido tuvo una política muy restrictiva, lo que se tradujo en que aceptaron tan solo una quinta parte de exiliados en comparación con los Países Bajos. Los exiliados debían demostrar que no serían una carga para el Estado británico, y algunos políticos se mostraban reacios a causa de la Política de apaciguamiento. A partir de 1938 su actitud se relajó, si bien en 1940 se internaron en campos de concentración a muchos exiliados alemanes. No hubo editoriales ni publicaciones importantes en el Reino Unido.

### Países escandinavos
Tuvieron una política muy restrictiva. Suecia, que mantenía relaciones comerciales con Alemania, reconocía la "J" (de juden, ‘judío’) timbrada en los pasaportes alemanes de ciudadanos de dicha religión.
Bertolt Brecht es el autor más destacado que pasó por Suecia y Finlandia (su periplo le llevó por Austria, Suiza, Dinamarca, Finlandia, Suecia, Gran Bretaña y Estados Unidos). También destacan, y permanecieron en Suecia, Nelly Sachs, Peter Weiss y Willy Brandt.

### Austria
Austria se constituyó en un país de paso o refugio temporal, pues contaba con un gobierno filofascista (austrofascismo). Algunos autores permanecieron hasta el Anschluss (anexión de Austria por parte de Alemania) en 1938. Por ejemplo Elias Canetti o Hermann Broch ―quien fue apresado, pero un movimiento solidario internacional, incluyendo a James Joyce, consiguió presionar hasta lograr su liberación―.

### Suiza
Permaneció neutral durante Segunda Guerra Mundial, pero a cambio tuvo que mantener buenas relaciones con Alemania. Solo entraban a Suiza exiliados famosos y con dinero, y se rehusaba normalmente a los judíos. Suiza se constituyó como lugar de paso en los primeros tiempos del nazismo.
Emil Oprecht tuvo gran influencia en los teatros de Zúrich y Basilea, además era propietario de una editorial que publicó y financió obras de teatro y la revista Maß und Wort (Medida y Palabra) de Thomas Mann.

### España
España no fue un país que acogiera exiliados del nazismo per se. En su lugar, tras el inicio de la Guerra Civil en 1936, muchos exiliados alemanes vieron a España como un lugar donde podían llevar a cabo activamente su lucha contra el fascismo.
En Alemania, Italia, Austria y otros lugares de Europa había gobiernos de carácter fascista contra los que había poca o ninguna oposición por parte de la población. Muchos exiliados llegaron con las Brigadas Internacionales para poder luchar activamente contra lo que veían un enemigo común.
Alemanes e italianos podían, además, luchar contra aquellos que los habían obligado a abandonar sus países, pues tanto Hitler como Mussolini enviaban armas y personal militar para apoyar al ejército de Francisco Franco.
Lucharon o colaboraron con la Segunda República Española autores como Ludwig Renn (quién comandó la sección alemana, pues tenía experiencia de la Primera Guerra Mundial), Bodo Uhse, Gustav Regler (quien fue herido en la Batalla de Guadalajara) o Alfred Kantorowicz.
Asimismo, muchos escritores estuvieron en algún momento en España como reporteros. Por ejemplo, Erika y Klaus Mann, quienes hicieron en 1938 un reportaje para la prensa francesa; Egon Erwin Kisch, quien hizo un reportaje sobre el desalojo de los cuadros del Museo del Prado para protegerlos durante el asedio a Madrid; Maria Osten, que hizo un reportaje para la revista El Mono Azul dirigida por Rafael Alberti, sobre la vida cotidiana en Madrid, o Ernst Toller, pacifista que llevó a cabo una labor práctica a favor de los niños.
También destaca la figura de Robert Capa, quien es el autor de la celebérrima fotografía de La Muerte de un Miliciano.
Otros intelectuales alemanes no fueron a España pero realizaron escritos a favor de la República; por ejemplo: Thomas Mann, Anna Seghers o Heinrich Mann. Colaboraron también con emisiones de radio dirigidas a las tropas alemanas desde Radio Barcelona y Radio Madrid, además de la emisora de habla alemana en Madrid, Deutscher Freiheitsender.

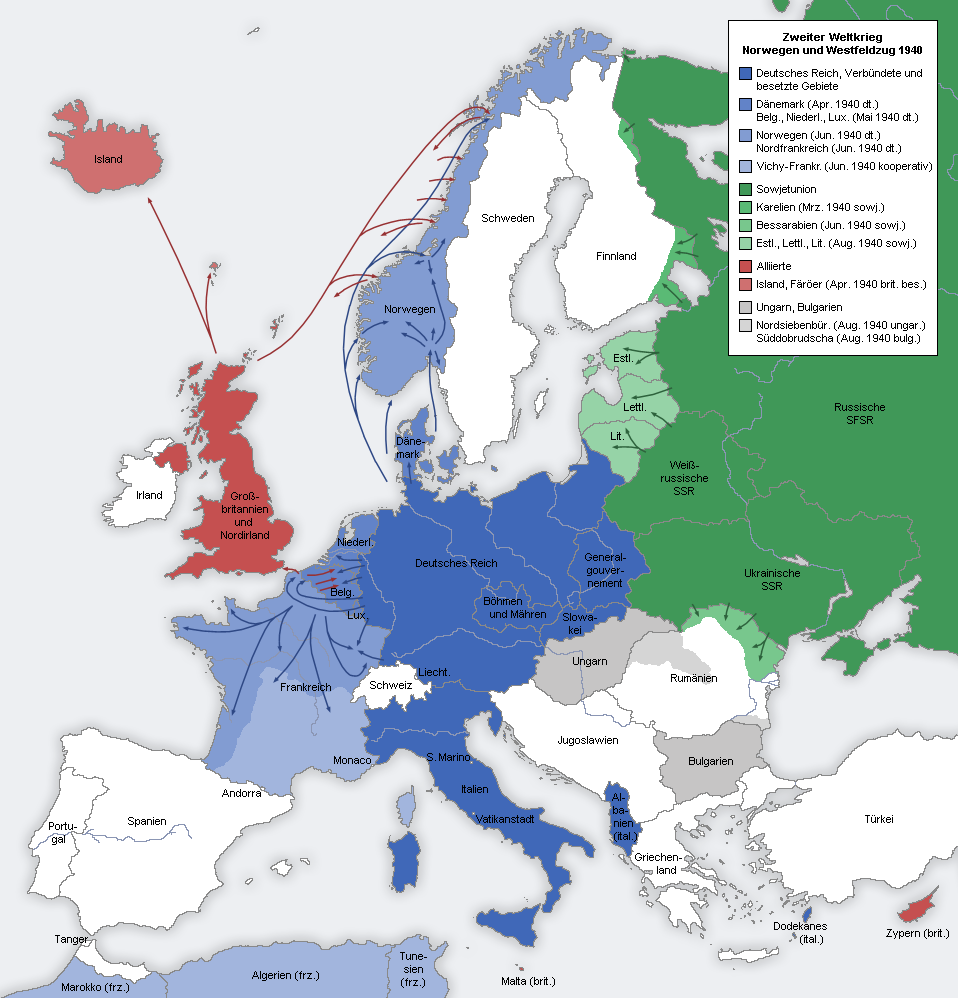
Operaciones militares alemanas en 1940.

## El exilio estadounidense y soviético
En 1940 el ejército nazi, que previamente se había anexionado y repartido Polonia con la Unión Soviética, lanza un ataque sobre Europa occidental: caen los Países Bajos, Bélgica y finalmente Francia. Meses atrás también habían caído Dinamarca y Noruega. En principio, la Blitzkrieg alemana parece imparable, y solo el Reino Unido queda para hacer frente a la maquinaria bélica nazi (cf. Batalla de Inglaterra).
Muchos escritores alemanes se encontraban en Francia u otros países europeos ahora bajo el dominio de Hitler, o de gobiernos títeres afines a la Alemania nazi, y vuelve a hacerse necesario huir. Esta vez el objetivo preferido es América, sobre todo Estados Unidos.

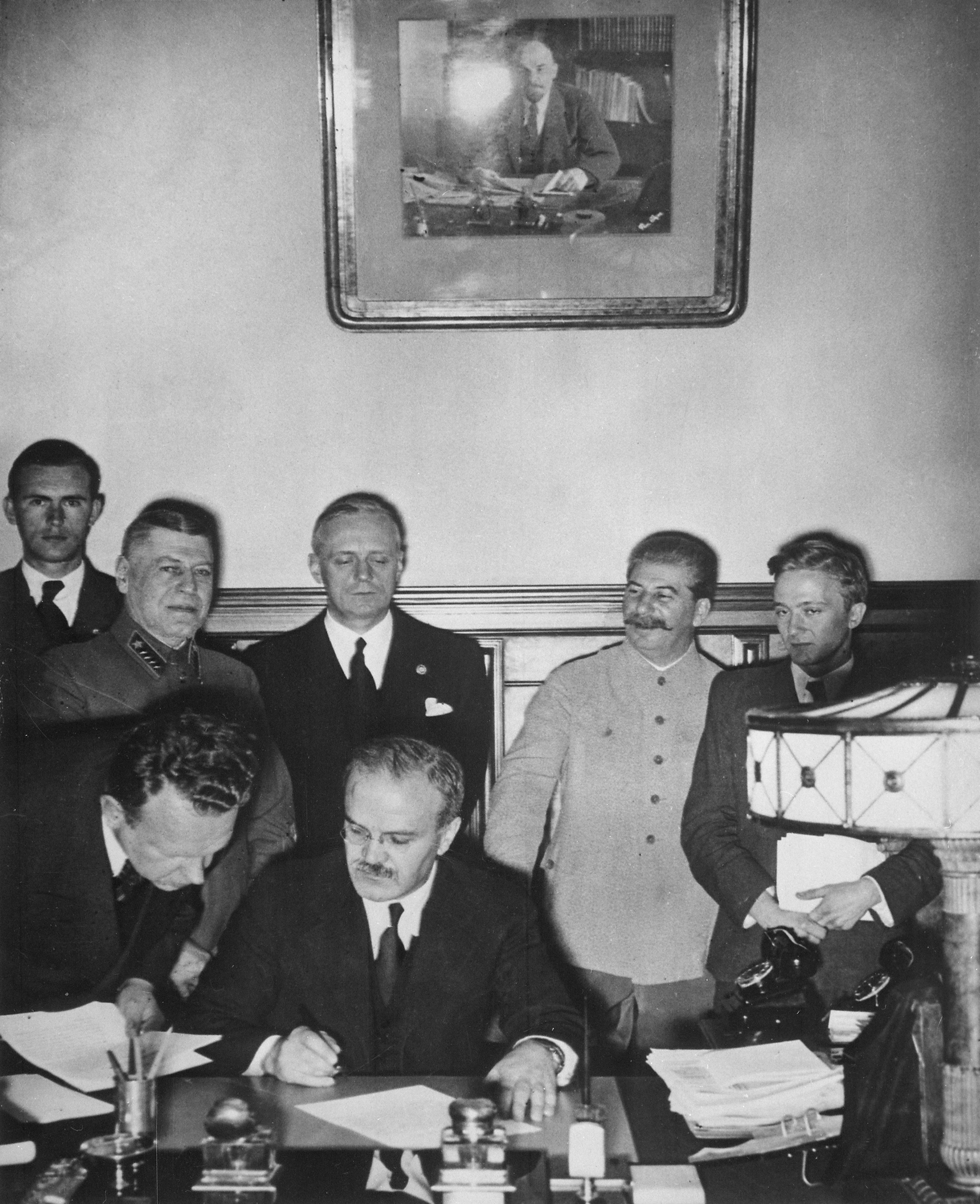
Firma del Pacto Molotov-Ribbentrop.

### URSS
La Unión Soviética tuvo una política selectiva y restrictiva, pues solo acogía a comunistas o simpatizantes comunistas.
Aquellos escritores que fueron acogidos dependían, para publicar, de la política interna de Iósif Stalin, si bien tuvieron todo tipo de facilidades económicas. Se estima que la URSS aceptó a unos 500 exiliados.
El poeta Johannes R. Becher dirigió la edición alemana en Moscú de la revista Internationale Literatur. Entre 1936 y 1939 se publicó la que es considerada por muchos la mejor revista literaria de la época, Das Wort, en la cual, siguiendo la política de Frente Popular, se aceptaban trabajados no solo de comunistas, sino también de todo tipo de antifascistas. Por ejemplo, colaboraron con esta revista, si bien físicamente no estuvieron en Moscú, autores como Bertolt Brecht, Lion Feuchtwanger y Willi Bredel.
En agosto de 1939 se produce un giro de 180 grados en la política soviética: se firma el Pacto Mólotov-Ribbentrop, un tratado de no agresión entre Alemania y la URSS, en el que en secreto se acordaba la división entre ambas potencias de Polonia, que caería en septiembre de ese año cuando, tras tres semanas de imparable avance alemán, decenas de divisiones soviéticas invadían Polonia por el este, hasta encontrarse con las tropas alemanas y completar la partición.
Este hecho se tradujo, en el ámbito intelectual, en la prohibición de cualquier actitud antifascista, la cual no volverá sino hasta 1941 (cf. Operación Barbarroja). Durante esta época se trabaja sobre la Historia de la Literatura, dejando el presente de un lado. En algunos casos muy concretos, se produjo la deportación de algún intelectual alemán a las autoridades nazis, o su encarcelamiento en Siberia.
Característico del arte en la Unión Soviética a partir de 1934 fue la presión oficial por la implantación del llamado realismo socialista: durante la década de 1920 se había tenido la sensación, en la Unión Soviética de estar creando una realidad y una sociedad nuevas, incluyendo su cultura y su arte, y la experimentación artística estaba en auge. Cuando Stalin fue consolidando su poder, buscó detener la evolución artística y volver a modelos más tradicionales, a un arte que entendiera el pueblo. Esto resultó en la vuelta a los modelos literarios del siglo XIX, del realismo, más tradicionales y menos plurales.
Muchos autores alemanes en particular, y antifascistas en general, se vieron muy decepcionados con el pacto nazi-soviético, y ante la actitud del gobierno de Stalin. No obstante, muchos intelectuales alemanes que pasaron el exilio en Moscú, hasta el final de la Segunda Guerra Mundial, y constituirán el núcleo cultural de la nueva República Democrática Alemana.

### Estados Unidos
Estados Unidos era probablemente el país donde más oportunidades había. Las autoridades fueron extremadamente generosas, más de 7 500 personalidades de las artes, ciencia, cultura, etc., fueron acogidos. La mayoría se asentaron en Nueva York y Hollywood. Algunos ejemplos son los de Albert Einstein, Marlene Dietrich, Vicki Baum, Fritz Lang, Bertolt Brecht o Thomas Mann.
Quizás los peores parados fueron los escritores. Los científicos, o filósofos (cf. Escuela de Fráncfort), etc., encontraron trabajo en universidades estadounidenses, pero los escritores en general no.
Se les ofreció a muchos contratos de un año en los estudios de Hollywood, pero no se consiguieron adaptar artísticamente. Se esperaba de ellos que se nacionalizaran estadounidenses y encontraran un trabajo. Para muchos exiliados esto les planteaba el problema que se consideraban representantes de la verdadera Alemania, en oposición a la Alemania nazi, y por lo tanto no querían naturalizarse y establecerse allí indefinidamente, sobre todo los de mayor edad.

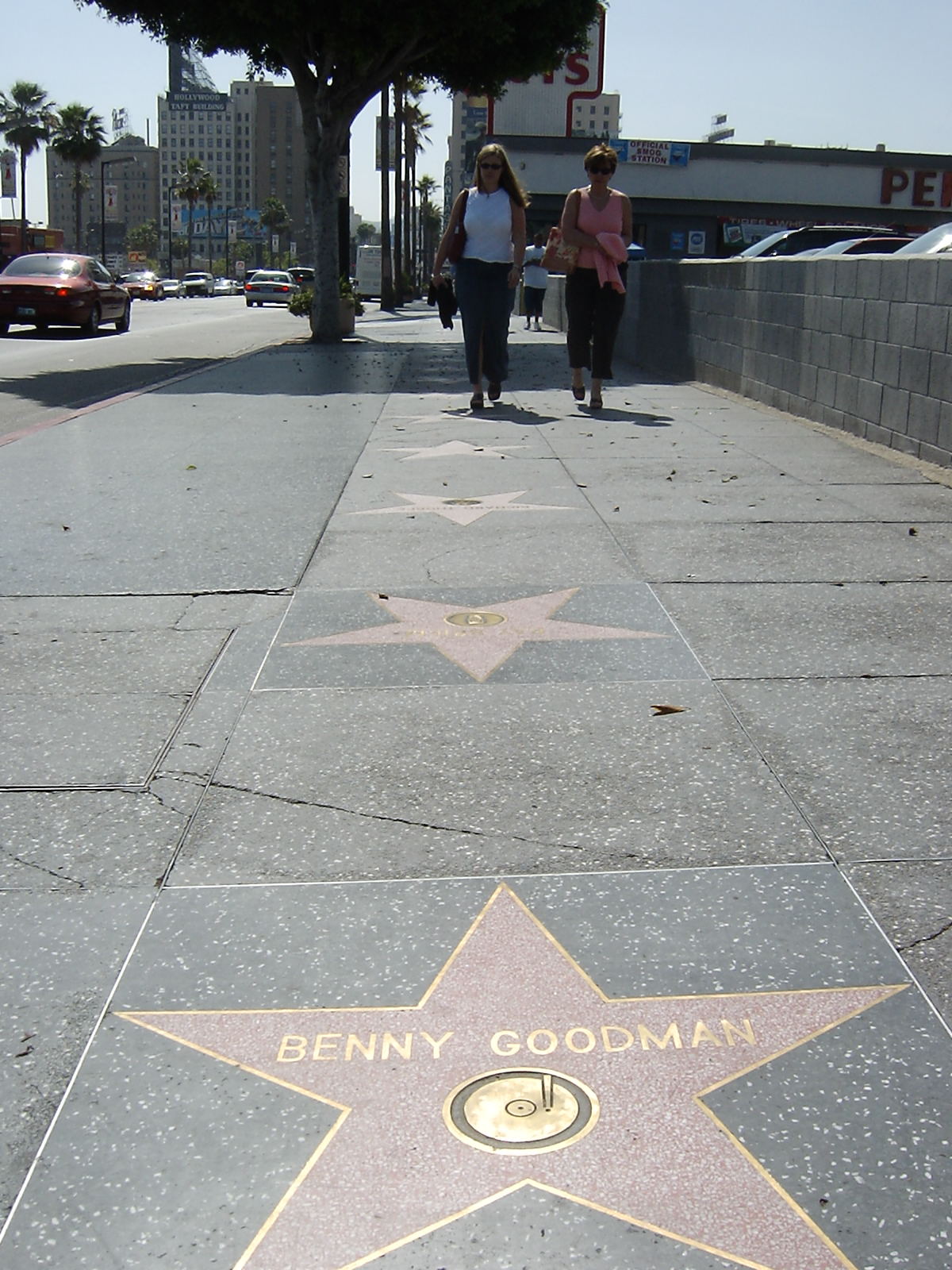
Los escritores alemanes no se adaptaron al cine comercial de Hollywood.

Los autores que fueron contratados por los estudios de cine de Hollywood pronto se encontraron con que la realidad del cine estadounidense era muy distinta a la del europeo. En Europa el cine se había considerado un arte más, y se habían adoptado muchas de las ideas vanguardistas. Cada producción cinematográfica era un proyecto artístico en el que todo el equipo colaboraba para conseguir una obra de arte, que reflejara las inquietudes e innovaciones de la época. En EE. UU., sin embargo, el cine era de carácter mucho más comercial, y se consideraba una industria, donde lo que importaba era el éxito económico y no la expresión del arte. Bertolt Brecht se queja amargamente en un poema: Hollywood es un mercado donde se venden mentiras y yo me pongo a la cola de los vendedores para ganarme el pan.
En el teatro los dramaturgos también se encontraron con un teatro de carácter naturalista, más convencional que las grandes experimentaciones e innovaciones que se habían dado en el teatro alemán.
También algunos autores encontraron cierto rechazo de la población, tanto en forma de antisemitismo como de anticomunismo.
A pesar de todo, la mayoría de los exiliados permanecieron en EE. UU. tras la Segunda Guerra Mundial.
Tras la Segunda Guerra Mundial la posición de EE. UU. se radicalizó, y se inicia la caza de brujas de intelectuales como Bertolt Brecht o Thomas Mann quienes son investigados e interrogados por el Comité de Actividades Antiestadounidenses, por el único motivo de su ideología. Ofendidos, molestos, y temiendo mayores represalias, deciden regresar a Europa.

### México
México también fue un país muy generoso. Aquellos que fueron rechazados en Estados Unidos, generalmente por pertenecer al Partido Comunista, tuvieron que solicitar asilo a este país, que también acogió a muchos judíos. A diferencia de EE. UU., en México la pequeña colonia de exiliados alemanes permaneció ideológicamente muy organizada. Destacaron autores como Anna Seghers, Ludwig Renn, Egon Erwin Kisch, Bodo Uhse o Gustav Regler, quien había abandonado el partido tras el Pacto Molotov-Ribbentrop.
En México se publicaron muchos trabajos de estos escritores, en editoriales como El Libro Libre. Allí se creó la revista Freies Deutschland (Alemania libre) que ulteriormente se convirtió en el periódico del partido en la RDA, y el Neues Deutschland (Nueva Alemania)-que todavía existe en la RFA-. También mantuvieron una vida cultural muy intensa, con actividades y clubes como el club Heinrich Heine.
Tras la Segunda Guerra Mundial la mayoría regresó a Alemania, a la recién formada RDA, donde se integraron en mayor o menor medida en la vida cultural.

### Latinoamérica
Los países latinoamericanos en general no fueron destinos donde exiliarse, ya que la inestabilidad política en muchos de estos países no permitía saber si podrían llegar a colaborar con los nazis o no. No obstante, y en muchos casos debido a la corrupción de los consulados, fueron importantes como lugares de paso, para escapar desde Europa.
Entre los autores que sí se quedaron, destacan Erich Arendt que permaneció en Colombia, Balder Olden en Uruguay y en especial Stefan Zweig en Brasil, dónde el escritor austríaco pasó sus últimos días, quitándose la vida en Petrópolis, en 1942, ante el avance del nazismo que parecía entonces incontenible.
Notorias fueron dos revistas publicadas por exiliados: Das andere Deutschland (La otra Alemania) en Buenos Aires, y Deutsche Blätter (Páginas alemanas) en Santiago de Chile. No obstante, no había grupos detrás de estas revistas como ocurría en otros países, sino solamente individuos.
En 1945 casi todos volvieron a Europa. Quizás una de las pocas excepciones fuera la de Udo Rukser.

## Literatura del exilio

### Objetivos
En general, la literatura de los exiliados se vio profundamente influenciada por los acontecimientos. Aunque algunos autores como Bertolt Brecht, de ideología marxista, consideraban el fascismo como un estadio más en la evolución del capitalismo y quizás no se vieron tan afectados al ver la decadencia moral en Alemania; en general toda la literatura se centró en estos acontecimientos. Como objetivos principales de la creación literaria se pueden enumerar:
- Denuncia del nazismo ante la opinión pública internacional, sobre todo en las primeras etapas hasta que llegó la guerra en 1939. Se trata de una creación de denuncia, donde se intenta mostrar qué ocurría en Alemania, ya que mucha gente en Europa veía que el país germano estaba mejorando económicamente y ganando estabilidad: los exiliados alemanes intentan mostrar el precio pagado por eso, ante sociedades como la británica donde sus políticos veían a Hitler como un radical útil para detener el más temido comunismo.

- Demostración que ellos representaban a la verdadera Alemania, la cual, intelectualmente, contaba con una tradición impresionante: en Filosofía, en Literatura, Arte, etc., en comparación con los nazis, que manipulaban la cultura, literatura e historia alemanas. Se intenta recuperar la tradición liberal y democrática de la literatura alemana. Muchos autores quedaron decepcionados ante la Alemania real, pues no hubo movimientos masivos de rechazo contra los nazis ni al final de la guerra, cuando el gobierno hitleriano había perdido la mayor parte de su poder.

- Ayudar a la resistencia. Sobre todo al principio del régimen nazi, se esperaba que surgieran movimientos de resistencia, y se esperaba ayudarlos con panfletos, etc. En la realidad, el movimiento clandestino resultó muy débil, minoritario y no tuvo apoyo desde el exterior. Existía un apoyo masivo de la población al nacionalsocialismo.

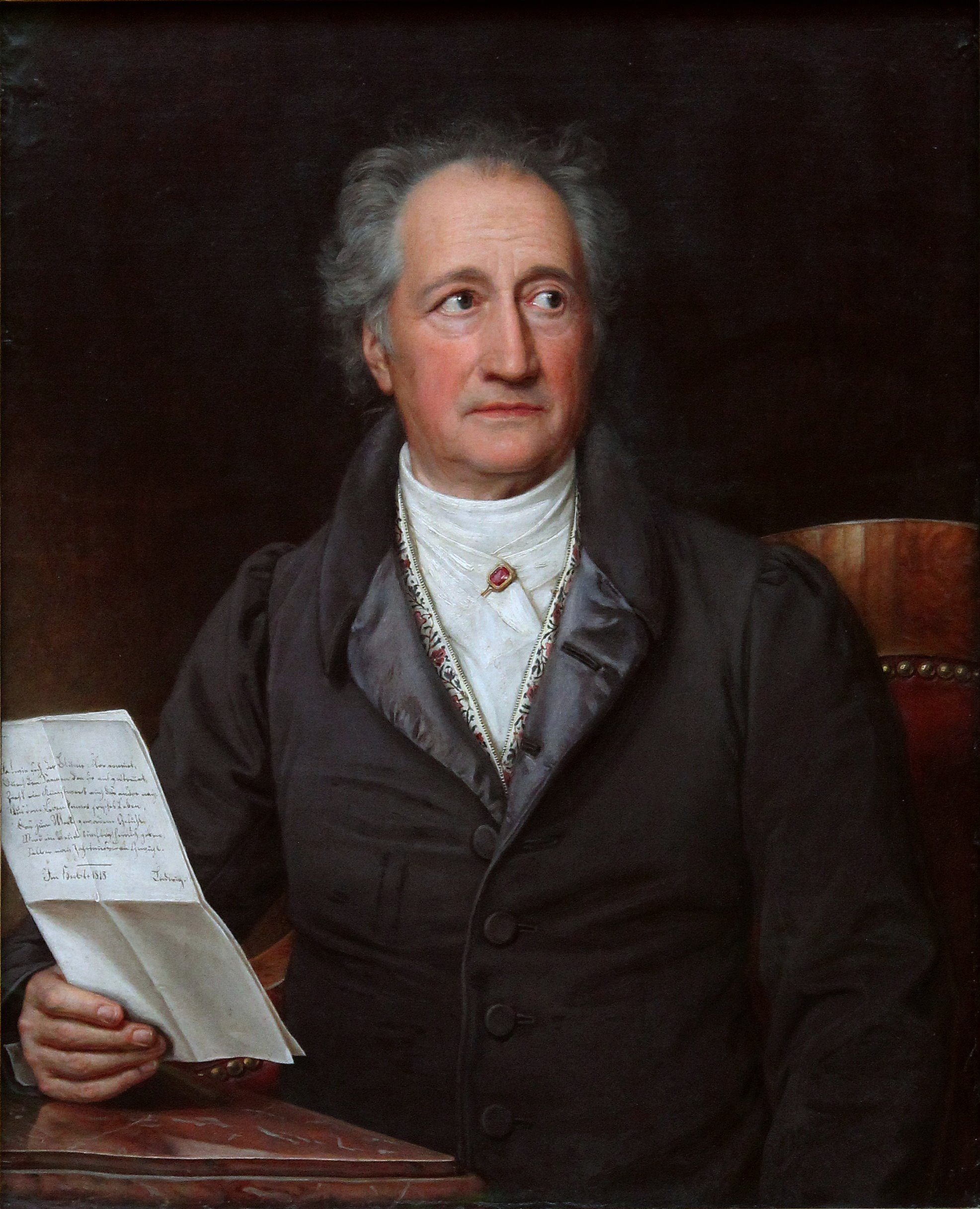
El Fausto de Goethe es quizás el más conocido de este personaje recurrente en la literatura alemana. Para Thomas Mann, Alemania culturalmente vendió su alma a la irracionalidad y brutalidad nazi.

### Temas
- Los temas trataban principalmente de la vida cotidiana en Alemania, y el ascenso del nazismo, sobre todo hasta aproximadamente 1936, por lo que se intenta analizar la República de Weimar. Por ejemplo, la novela Doktor Faustus de Thomas Mann trata de cómo Alemania pudo aceptar el nazismo mediante una analogía con el tema de Fausto, recurrente en las artes alemanas.

- A partir de 1936 la mayoría de autores exiliados llevaban ya fuera de su país algunos años y no tenían conocimiento de lo que ocurría en Alemania: la vida diaria, apoyo al nazismo, etc. El exilio en sí se convierte en tema literario. Por ejemplo, Tránsito, la novela de Anna Seghers con carácter autobiográfico de su huida desde Marsella.

- La novela histórica, uno de los géneros más prolíficos, contará con dos temas distintos: en primer lugar, la búsqueda de analogías en el pasado de lo que está ocurriendo en Alemania, y en segundo lugar, de manera radicalmente distinta, se crean novelas de evasión, sobre hechos históricos lejanos, establecidos en la Edad Media, etc.

- Finalmente, se trata el tema de la guerra en sí y el posible regreso a Alemania. Por ejemplo, algunos poemas de Bertolt Brecht sobre un regreso precedido por los bombarderos, donde se pregunta con qué se encontraría.

### Géneros
Si bien se cultivaron todos los géneros literarios, lo predominante fue la novela. En primer lugar, porque es más sencilla de llegar al público, y además más fácil de traducir a otros idiomas, pues debía llegar a los países de acogida donde no se hablaba alemán.
El teatro se encuentra con el problema de que no hay tantos locales, ni es fácil conseguir un lugar donde representarlo, sobre todo en alemán.
La lírica si bien no fue la principal, fue prolífica sobre todo por el poco espacio que ocupa, lo que permitía su publicación en periódicos o revistas y tuvo bastante importancia sobre todo en las creaciones de Bertolt Brecht y Paul Celan.

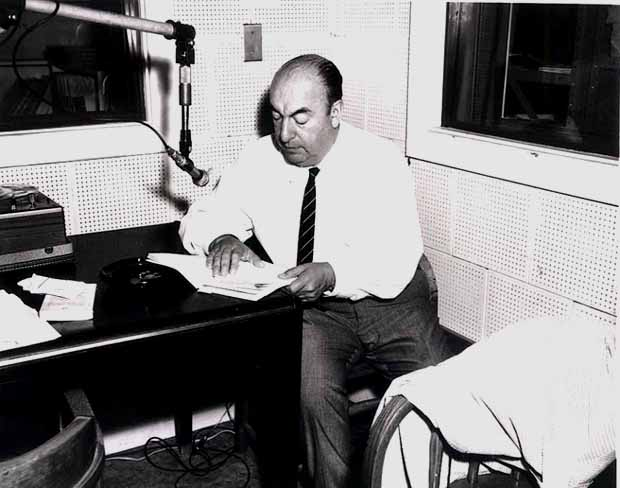
El chileno Pablo Neruda se solidarizó con la República y colaboró en la celebración del II Congreso Internacional de Escritores.

### El II Congreso Internacional de Escritores para la Defensa de la Cultura
El II Congreso Internacional de Escritores para la Defensa de la Cultura se organizó en Valencia en 1937, en plena guerra civil española y congregó a intelectuales de todo el mundo, incluyendo una delegación alemana y muchos artistas españoles como Antonio Machado, Rafael Alberti, Ramón Sender, Jacinto Benavente o Miguel Hernández.
A diferencia de congresos anteriores, como el 'Primer Congreso de escritores por la defensa de la cultura, este congreso tiene un marcado carácter político y antifascista, buscando la toma de conciencia por parte de los intelectuales y sus obras en contra de ésta amenaza.
Muchos intelectuales alemanes ya estaban colaborando con la República, ya fuera moral o militarmente. El objetivo de este congreso, la actividad en contra del fascismo, tiene una significación especial para los exiliados alemanes: en España se podía llevar a cabo una lucha que no era posible en Alemania.

### I Congreso de la Unión de escritores soviéticos
En 1934 se celebró en Moscú este congreso en el que se establece la política oficial del régimen de Stalin hacia las artes, al imponer el realismo socialista. Para el gobierno soviético, tras la revolución se ha de crear una nueva sociedad y por lo tanto la literatura debe ir encaminada al realismo tradicional, que enseñe al pueblo a crear una nueva sociedad basada en los principios socialistas. Se rechazan, por tanto, las vanguardias, especialmente el expresionismo, que se consideran destructivas.
Esto provoca el rechazo de muchos escritores alemanes; chocan con la política de Stalin de la revolución en un solo estado, y afirman que la revolución aún no ha llegado a los países occidentales y, por lo tanto, no tiene sentido una literatura realista que construya una nueva sociedad, sino que ante el capitalismo solo caben la crítica destructiva y las vanguardias, y no una literatura posrevolucionaria.
No obstante, algunos autores como el húngaro Georg Lukács hicieron suya la posición de la URSS y criticaron el expresionismo y las vanguardias, defendiendo la novela tradicional del siglo XIX.
Esto tendrá importancia en el ambiente literario del exilio alemán en la polémica que entre 1937 y 1939 se desarrollará entre los intelectuales alemanes sobre el expresionismo.

### El debate sobre el expresionismo
Es quizás el debate (y disputa) más importante entre los intelectuales alemanes exiliados. Dura desde 1937 hasta 1939 y tiene como protagonistas las revistas Die Neue Weltbühne, Internationale Literatur y Das Wort.
En 1937, Klaus Mann y, sobre todo, Alfred Kurella afirman que el expresionismo se trata de un estilo en el que se deja fluir lo irracional, lo interior e incontrolado, llevando al fascismo.
Dado que el nacionalsocialismo se basaba en la irracionalidad del ser humano y de las masas, y siguiendo el dogma soviético del realismo socialista, estos autores criticaron el expresionismo que tanta importancia había tenido en las obras de algunos autores como Bertoldt Brecht.

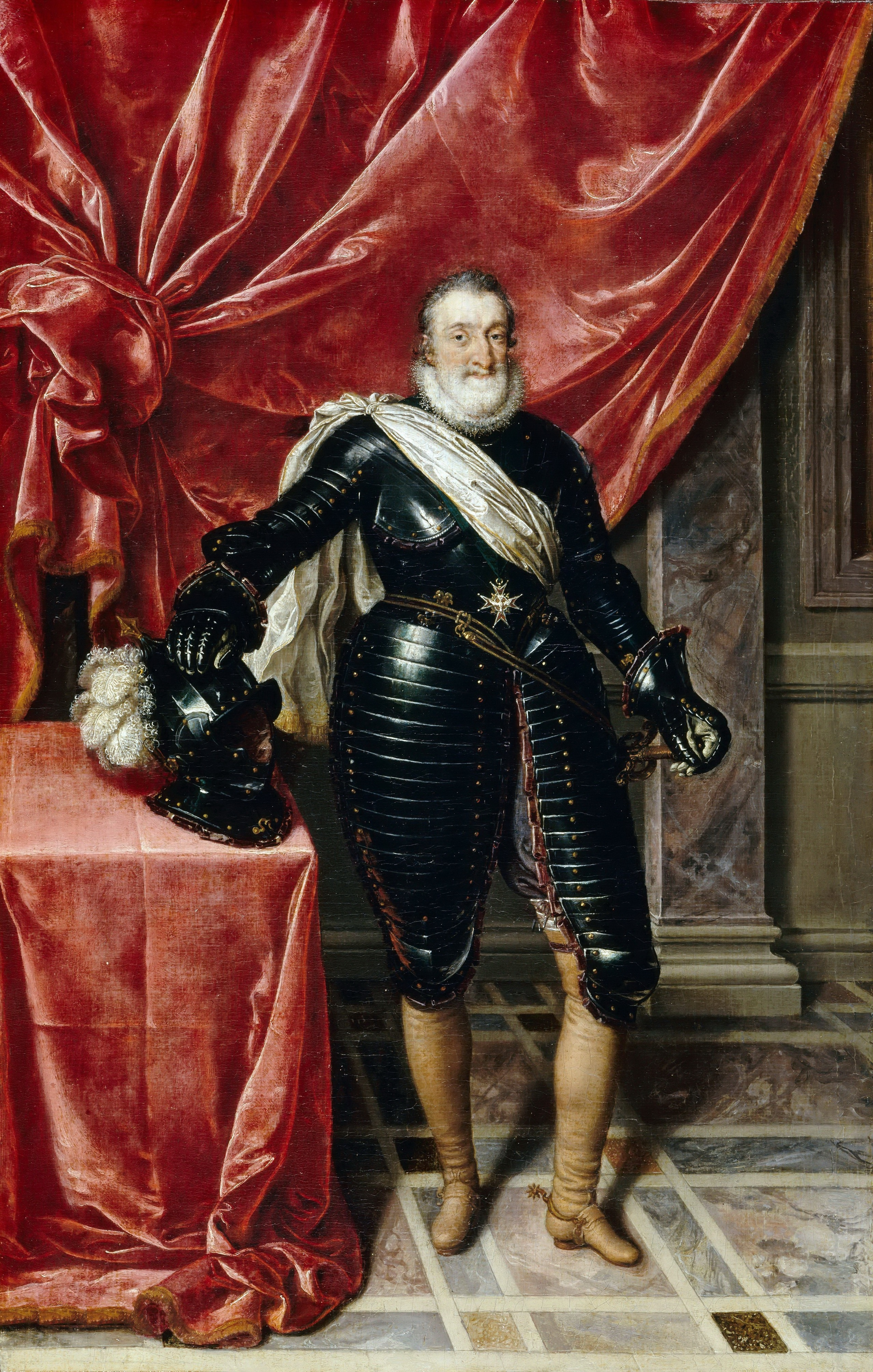
Una de las obras más importantes de la novela histórica durante el exilio fue Henri IV de Heinrich Mann.

Autores como Bertolt Brecht o Anna Seghers entonces critican el dogmatismo soviético y reclaman la importancia de la vivencia individual del artista. Anna Seghers tuvo un intercambio epistolar con Lukács, si bien fueron las tesis basadas en las directrices soviéticas de este último las que se impusieron en la literatura de la futura RDA.

### El debate sobre la novela histórica
Este debate no fue tan importante como el del expresionismo. Básicamente se acusa a los autores de novelas históricas de evadirse de la realidad, del presente.
El deber del escritor, para los críticos de la novela histórica, era denunciar el nacionalsocialismo y el fascismo, y no abstraerse de la realidad para tratar temas históricos.
La respuesta viene de Alfred Döblin y Lion Feuchtwanger: la novela histórica que provenga de intelectuales antifascistas puede tener la función de mostrar paralelismos con otras situaciones históricas, lo cual puede ayudar a comprender el presente y el futuro.
Asimismo, los autores de novela histórica se reunieron en París en 1938 en un congreso sobre la misma.

## La novela
La novela es el género preferido por los autores en exilio, pues es fácil de traducir y puede llegar a más gente. Autores y obras representativos de la novela del exilio son:

### Anna Seghers

#### Tránsito
La novela Tránsito, publicada en 1944, cuyo título se refiere al visado de tránsito necesario para escapar, es altamente autobiográfica, pues cuenta la historia de un fugitivo que intenta llegar a Marsella para huir del avance del fascismo, tal como le ocurrió a Anna Seghers. Cuenta la historia de un fugitivo que ha huido de un campo de concentración (podría considerarse la continuación lógica de Das Siebte Kreuz). En París debe encontrarse con Weidel, un exiliado alemán que le proporcionaría papeles para salir del país, pero se ha suicidado, y tan solo encuentra una novela sin terminar y cartas de su mujer. En Marsella le confunden con Weidel; conoce a su mujer de la que se enamora, por lo que no desea, al final, decir la verdad sobre su identidad. Finalmente decide permanecer en Francia, donde intenta llevar una vida normal.
Anna Seghers vivió la situación en Marsella, con su marido capturado por las autoridades, intentando conseguir su liberación y pasajes y papeles para huir de Francia, por lo que narra con precisión el caos de la ciudad francesa, y el vacío en la identidad personal de aquellos que tenían que huir y dejar todo atrás.

#### La séptima cruz
La novela La séptima cruz fue publicada en 1942 en México por la editorial Libro Libre. Narra la huida de siete prisioneros que huyen del campo de concentración ficticio de Westhofen (quizás basado en un campo real que sí existió, Osthofen). El título alude a las siete cruces que levanta Fahrenberg, el comandante del campo, donde torturará a cada uno de los huidos. Son capturados o muertos seis de ellos, pero el protagonista, Georg Heisler, consigue escapar de Alemania gracias a la ayuda de varias personas que están dispuestas a arriesgarse, las cuales van formando una red entre sí de colaboración para ayudar a Georg a escapar.
Es una novela que comenzó a escribirse varios años después de que Anna Seghers se exiliara, por lo que no tenía una percepción en primera persona de lo que ocurría en Alemania, por lo que se basa en la prensa y en testimonios. En parte tiene aún el tema primigenio de la resistencia ante los nazis, en un momento en el que estaba claro que el pueblo alemán no iba a rebelarse; Seghers trata de mostrar que los nazis pueden ser poderosos, pero no son invencibles, si el pueblo comienza a actuar de una manera u otra contra ellos.
Asimismo, también analiza de dónde viene la lealtad a los nazis, la cual no surge tan solo por el apoyo a sus políticas e idearios, sino que también se sustenta en gente que consigue poder gracias a ellos (como el alcalde de un pueblo que aparece en la novela), trabajo, o incluso sentido de importancia, como muchos de los miembros de las SA o SS.

### Klaus Mann

#### Mefisto
Escrita en 1936, ésta fue su novela más famosa. Se basa en la figura real de Gustav Gründgens, actor y marido de Erika Mann, su hermana; critica el oportunismo de este personaje, que se convirtió en el actor más importante del nacionalsocialismo. Asimismo, Klaus Mann hace un retrato de la sociedad y la vida cultural durante la dictadura nazi.

#### Der Vulkan
Es una de las novelas más exitosas sobre el tema del exilio alemán. Se basa en la experiencia de su hermana mayor, Erika Mann, y de su vida en el exilio en Estados Unidos como confereciante, hasta la entrada de ambos hermanos en el ejército, durante la Segunda Guerra Mundial.

### Bertolt Brecht

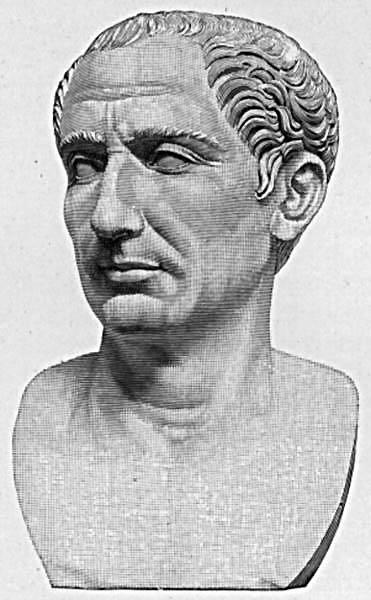
Julio César.

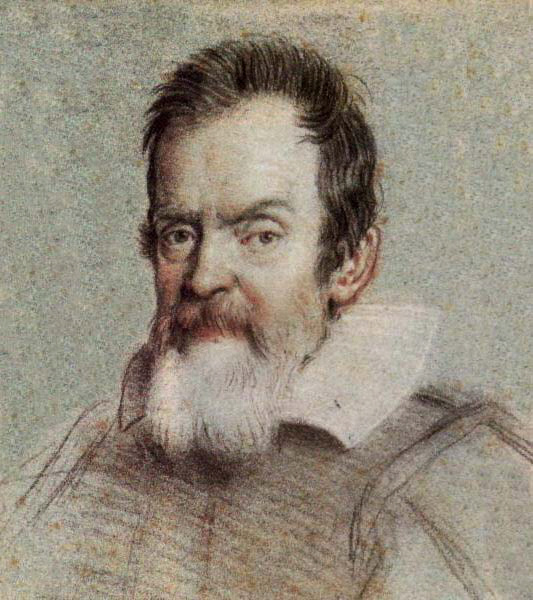
Brecht denuncia la responsabilidad que el científico debe tener sobre sus investigaciones, a raíz del bombardeo de Hiroshima y Nagasaki.

#### Die Geschäfte des Herrn Julius Cäsar
En esta novela histórica, Bertolt Brecht critica la, para él, supuesta objetividad del estudio de la Historia. También aprovecha para atacar la figura del líder (Führer), al usar personajes con visiones subjetivas entrevistados por un historiador 20 años después de su muerto, descubrir que Julio César no era un hombre tan grande como se le tiene.

### Thomas Mann

#### Doktor Faustus
La novela relata la vida de Adrian Leverkühn, desde su infancia hasta su muerte. Leverkühn, un prodigio en la música a principios del siglo XX, intencionadamente representa su propia historia vital a través de la historia moral de Fausto: a cambio de desarrollar su arte, contrae la sífilis y muere; en paralelo, la sociedad alemana se encamina, con el nazismo, hacia su fatídico y catastrófico destino, pues vende su "alma" cultural al salvajismo y la irracionalidad nazi.

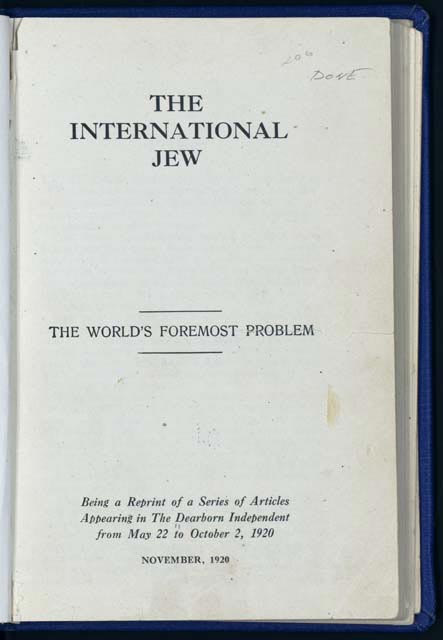
Artículos antisemitas de un periódico estadounidense; Feuchtwanger trata el tema del antisemitismo en muchas sociedades, cuando se suponía que los judíos debían ser patriotas en esos mismos países; el autor alemán propone trascender las fronteras y ser un ciudadano del mundo.

### Lion Feuchtwanger

#### Josephus-Trilogie
En esta trilogía, Feuchtwanger trata el tema del historiador judío Flavio Josefo. En el primer libro de la trilogía, Der judische Krieg (La guerra judía), Feuchtwanger hace aparecer el dilema de los judíos en el siglo XX, pues debían ser patriotas en sus respectivos países y al mismo tiempo defender y mantener su credo judío, lo que muchas veces chocaba, como en el caso de Alemania, con el antisemitismo de la población, cuya patria debían los judíos amar también. Esto refleja la propia experiencia vital de Feuchtwanger, que creció en una familia fuertemente nacionalista alemana, pero también judía, y se incrementó con la llegada al poder de los nazis y sus políticas racistas. Flavio Josefo vivió en una época en la que la primera guerra judeo-romana tuvo lugar.
Durante la trilogía Flavio Josefo, Feuchtwanger busca cómo trascender ese nacionalismo judío que parece habérsele impuesto y el patriotismo (romano, en el caso de Flavio Josefo, pero, basándose en la experiencia vital de Feuchtwanger, cuya familia era ferviente patriota de Alemania) y así conseguir ser un ciudadano del mundo: Flavio Josefo no consigue esto y no puede trascender de su origen judío. Se da cuenta de que lo intentó demasiado pronto, y en su lecho de muerte murmura: Der Tag wird kommen (El día llegará).

### Heinrich Mann

#### Henri IV
Esta obra, de carácter novela histórica escrita en dos partes, trata del rey francés Enrique IV (1553-1610). Fue Enrique IV quien decretó el Edicto de Nantes (1598), en el cual garantizaba la libertad religiosa, y ponía fin a las guerras de religión. Fue asesinado por un radical católico. Heinrich Mann hace hablar al rey muerto, explicando, con alusión a la Alemania nazi, que la tolerancia solo puede conseguirse manteniendo la lucha por ella.

### Arnold Zweig

#### El hacha de Wandsbek
La novela Das Beil von Wandsbek (El hacha de Wandsbek) trata sobre la ejecución de unos comunistas por parte de los nazis, y se basa en una noticia real. Al no encontrar un verdugo, deciden que un carnicero lo haga. A raíz de esto, su negocio es boicoteado por la gente, pues no compran, y el carnicero termina suicidándose. Esta novela, si bien hace un recorrido analizando a los distintos personajes de la sociedad durante la Alemania nazi, muestra una actitud irreal por parte de la gente del pueblo, pues en realidad la oposición a los nazis dentro de Alemania resultó ser mínima.

## El teatro
El teatro fue el género más castigado por el exilio, pues requiere de un lugar donde representarse. En principio se contaba con los escenarios de Suiza, Austria y, sobre todo Checoslovaquia, pero a partir de 1938 Austria fue anexionada por Alemania y Checoslovaquia se convirtió en un lugar poco seguro -sería anexionada en 1939- y, desde entonces, solo quedó Suiza en Europa.
En los países de acogida de los intelectuales exiliados no se hablaba alemán, y el teatro tenía que ser traducido y sobre todo en Estados Unidos, ser adaptado a un modelo más naturalista, pues al público estadounidense, más tradicional, no le gustaba el teatro de vanguardias (sobre todo el expresionista) que se había desarrollado en Alemania y Europa.
Por lo tanto, el teatro, al menos el innovativo, siguiendo la tradición europea, queda relegado a Suiza (y con problemas a causa de las presiones del gobierno nazi), a los Alemanes del Volga, a Buenos Aires, al club Heinrich Heine en México y algunos teatros de Estados Unidos.

### Friedrich Wolf

#### Professor Mamlock
La obra relata la historia de Hans Mamlock, el director de un hospital universitario, que es expulsado de su trabajo por la política antisemita de los nazis y termina suicidándose. Para Friedrich Wolf, equivocadamente -la obra fue escrita muy pronto, en 1933, antes del Holocausto o incluso la Noche de los cristales rotos-, la política antisemita nazi no era un fin en sí mismo, sino una maniobra de distracción para hacerse con el poder absoluto en Alemania. El hijo de Mamlock termina uniéndose a la resistencia, un tema bastante común en las obras literarias de los primeros años del exilio, en los que se esperaba una reacción por parte de la población alemana.

### Carl Zuckmayer

#### El general del diablo
Des Teufels General (El general del diablo) está basada en Ernst Udet, un general de la Luftwaffe, a quien se le pide que investigue posibles casos de sabotaje, y descubre a varios de sus oficiales implicados. Ante la disyuntiva de delatar a sus oficiales, con los que está de acuerdo en su sabotaje a la guerra nazi; siguiendo la moral militar, entre unirse a ellos y ser un traidor, se suicida.

### Franz Werfel

#### Jakobowsky y el coronel
Jakobowsky und der Oberst (Jakobowsky y el coronel) es una comedia que trata de un coronel polaco antisemita, refugiado en Francia tras la caída de su país y que tiene como compañero de viaje no deseado, a un judío compatriota suyo. Finalmente el coronel llega a apreciar a su compañero de viaje, pues dependen uno del otro para huir.

### Bertolt Brecht

#### La vida de Galileo
Leben des Galilei (La vida de Galileo) está basada en la persona de Galileo Galilei, y muestra a un científico en su conflicto con la Inquisición; engaña a la Inquisición retractándose, pero a la vez, en secreto, entrega manuscritos a colaboradores para que se difundan; se retracta de sus ideas ante el miedo de torturas y de perder su comodidad en la vida —algo con lo que probablemente Brecht hubiera estado de acuerdo—, pero no obstante intenta pasar su conocimiento. Brecht pretendía que sirviera, asimismo, de analogía para los autores que permanecieron en Alemania (exilio interior).
Brecht modificó la obra a raíz de los bombardeos atómicos sobre Hiroshima y Nagasaki, llevados a cabo a principios de agosto de 1945 por parte de los estadounidenses: Galileo ya no es un héroe. Plantea la responsabilidad de la ciencia ante lo que investiga y desarrolla. Para Brecht, la ciencia no tiene más objetivo que la ciencia en sí misma y no tiene por qué conducir al progreso de la Humanidad, como se pone de manifiesto con las armas nucleares.

#### Madre Coraje y sus hijos
Mutter Courage und ihre Kinder (Madre Coraje y sus hijos) se sitúa en la Guerra de los Treinta Años, y trata de una pícara que con sus tres hijos, sigue al ejército sueco con un carro y vive de la guerra. Pierde a sus tres hijos, el precio que ha de pagar por los beneficios obtenidos de la guerra.
En esta obra Brecht utiliza el Verfremdungseffekt para evitar la catarsis, que el público se identifique con el personaje, de manera que puedan ver la obra desde el distanciamiento y analizar tanto la actitud de la mujer como lo terrible de la guerra y la obtención de beneficios de ésta.

#### Terror y miseria en el Tercer Reich
Furcht und Elend des Dritten Reiches (Terror y miseria del Tercer Reich) muestra en 24 escenas aspectos de la vida en la Alemania nazi y la psicología del nazismo, como el terror que llevan a cabo para consolidar y ejecutar su poder. Fue una de las primeras obras de Brecht en introducir el Verfremdungseffekt para distanciar al público de la obra.
Fue escrita durante su exilio en Dinamarca.

#### Los fusiles de la Señora Carrar
Die Gewehre der Frau Carrar (Los fusiles de la Señora Carrar) tiene como escenario un pueblo de pescadores de Málaga durante la guerra civil española, donde Teresa Carrar y sus hijos viven. Uno de sus hijos apoya a la Segunda República Española pasando armas a los voluntarios. La madre está en contra de ello, queriendo que tanto ella como sus hijos se mantengan fuera de la contienda: Wer zum Schwert greift, wird durch das Schwert umkommen (Quién recurre a la espada, será muerto por una). Pero le traen a su hijo asesinado por un grupo de fascistas afines a Franco y la señora Carrar decide coger los fusiles e ir con su otro hijo y su hermano al frente.

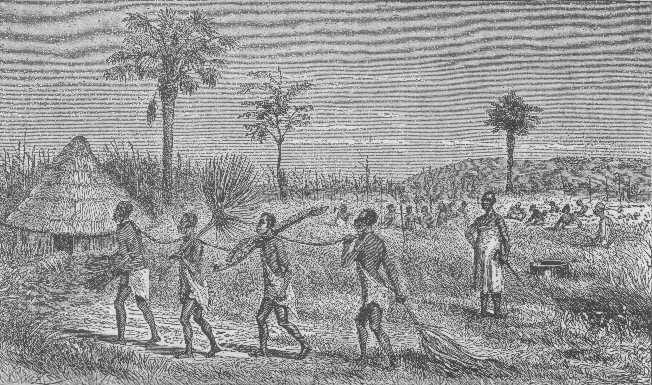
Para Brecht, en la sociedad capitalista solo cabe explotar o ser explotado.

#### La buena persona de Sezuan
Der gute Mensch aus Sezuan (La buena persona de Sezuan) tiene lugar en la provincia china de Sichuan (es la escritura oficial actual; el nombre original de la obra de teatro es Sezuan). Cuenta la historia de una prostituta, Shen Te que es considerada, según las enseñanzas de los dioses, como una buena persona; pero es explotada continuamente y la gente se aprovecha de su bondad. Un día desaparece, y posteriormente aparece su primo Shui Ta, que es todo lo contrario a Shen Te: frío, serio, duro, que pone a su servicio a quienes habían explotado a su prima y tenían deudas con ella, de manera que comienza a conseguir beneficios de estos. Corren rumores que Shui Ta ha matado a su prima.
En realidad, Shui Ta es Shen Te, quien se ha disfrazado de hombre y, con una nueva identidad, ha comenzado a explotar a los demás.
Es una denuncia del capitalismo, el cual, para Brecht, no permite el bien: o bien uno es explotado, o bien uno tiene que explotar a los demás.

#### El resistible ascenso de Arturo Ui
Der aufhaltsame Aufstieg des Arturo Ui (El resistible ascenso de Arturo Ui) cuenta la historia de un gánster ficticio, basado en Al Capone, Arturo Ui. Empresarios del comercio de coliflores le apoyan para que elimine la competencia. Es un paralelismo con la ascensión de Hitler, la cual fue apoyada por el gran capital alemán. Como Hitler, Arturo Ui quema un depósito (el incendio del Reichstag), realiza una matanza (la Noche de los cuchillos largos) y se anexiona una ciudad para Chicago (el Anschluss).
El propio título describe el tema fundamental de la obra: la ascensión de Hitler podría haberse evitado.

## Lírica
Como problemática principal, la lírica se enfrentaba a la dificultad de la traducción a los idiomas de los distintos países de acogida. Por otro lado, no obstante, es más breve lo que permite su publicación en periódicos, donde la novela o el teatro no pueden aparecer.
Hay dos temáticas principales: el tema del regreso y la añoranza de Alemania, y la naturaleza. Esta última temática fue una manera de contrarrestar la apropiación por parte de los nazis de ésta, para sus propios fines; también era uno de los pocos géneros que podían tratar los autores que permanecieron en Alemania.
No se innova demasiado en el aspecto creativo, permaneciendo tradicional.
Destacaron Bertolt Brecht, Paul Celan y Nelly Sachs.

### Bertolt Brecht
El mayor representante de la lírica del exilio es Bertolt Brecht.
En la recopilación Svendborger Gedichte (Historias de Svendborg, en honor a la ciudad danesa donde pasó parte de su exilio europeo), aparecen poemas sobre todo basados en la crítica contra Hitler. Es una lírica sencilla, y, como hace en el teatro (cf. Verfremdungseffekt), busca la participación del lector, dejando como inacabados muchos poemas, de manera que el lector se vea forzado a reflexionar sobre éste.
Durante el exilio en Estados Unidos realiza una crítica agresiva de este país, y también trata el regreso.
Así, Brecht se lamenta:
Die Vaterstadt, wie finde ich sie doch?/Folgend den Bomberschwärmen/Komme ich nach Haus (Mi ciudad natal, ¿cómo la encontraré?/Siguiendo a los enjambres de bombarderos/Vuelvo a casa).
Se plantea cómo encontrará su Alemania natal tras 12 años en el exilio, una Alemania destruida por la guerra, y con una población que él encuentra ajena, pues habían abrazado el nazismo hasta el final.
Sobre Estados Unidos se lamenta amargamente: Hollywood es un mercado donde se compran mentiras, y yo me sitúo en la cola de los vendedores para ganarme el pan.
Los intelectuales alemanes exiliados tuvieron, muchas veces, que escribir guiones para Hollywood. A diferencia de Europa, el cine en Estados Unidos era comercial, no interesaba la expresión artística, sino el beneficio económico, y por lo tanto la creatividad, la inventiva, y la innovación no se tenían en cuenta.

### Paul Celan
Theodor Adorno había declarado que después de Auschwitz no habría poesía. No obstante, Celan trata el tema del Holocausto con un sentimiento extraordinario en Todesfuge  (Fuga de la muerte), su poema más emblemático.
Su poesía es hermética y el poema tiene una estructura que intenta imitar a la de la fuga en la música: se sucede el mismo tema con variaciones. No utiliza signos de puntuación.
Comienza el poema: Schwarze Milch der Früher wir trinken sie abends (Negra leche del alba la bebemos por la tarde), con un oxímoron: la leche, elemento de vida, y lo negro, la muerte.
Continua de manera trágica: Ein Mann wohnt im Haus [...] er pfeift seine Juden hervor läßt schaufeln ein Brab in der Erde (Un hombre vive en la casa [...] silba a sus judíos adelante para que caven una tumba en la tierra). No obstante, Celan descarga toda la potencia del poema en una línea al final:
Er ruft spielt süßer den Tod der Tod ist ein Meister aus Deutschland (Grita para que toque más dulce la muerte la muerte es un maestro de Alemania).
Con Maestro hace referencia a los gremios, y a la literatura alemana del Bildungsroman, concretamente a la novela de Goethe Wilhem Meisters Lehrjahre (El Aprendizaje de Wilhem Meister), en la que cuenta la experiencia vital del personaje y cómo se desarrolla y progresa en la vida. Para Celan, el desarrollo de Alemania terminó en el Holocausto.
Termina con los versos:
Dein goldenes Haar Margarete/dein aschenes Haar Sulamith (Tu pelo dorado, Margarete/tu pelo de ceniza, Sulamit).
Margarete es la amante de Fausto en la obra de teatro de Goethe, y su pelo dorado describe el estereotipo de alemán y de ario. Sulamit un personaje bíblico judío. Su pelo de ceniza hace referencia a los hornos crematorios de los campos de exterminio.

## El exilio interior

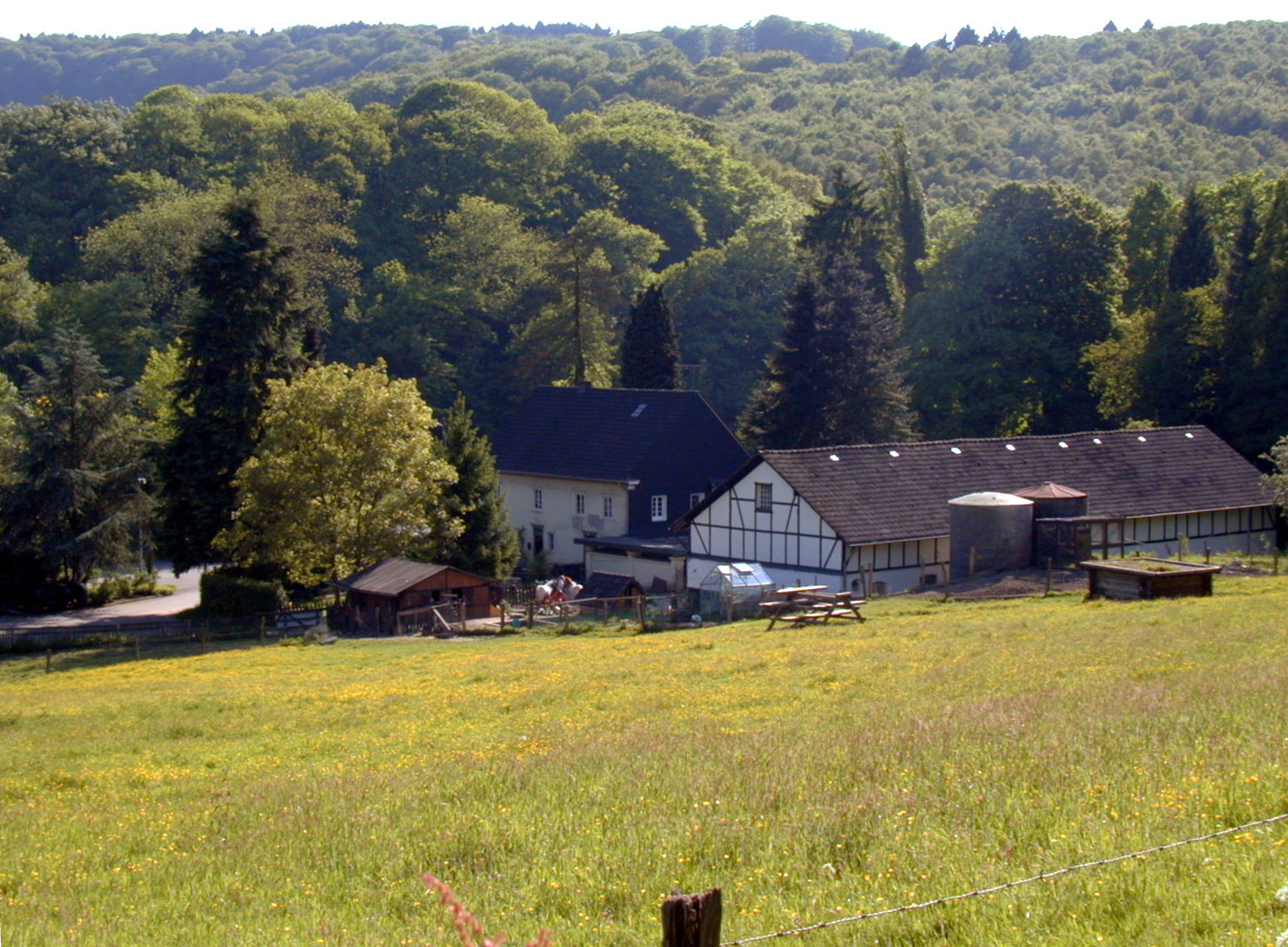
La Naturaleza es el tema principal de los autores que permanecieron en Alemania.

La literatura del exilio interior es la que fue escrita por aquellos que permanecieron en Alemania pero que criticaron de una manera u otra al régimen nacionalsocialista. Se pudo publicar hasta cierto límite en los primeros momentos, porque los nazis tardaron en controlar la producción literaria y porque no se preocupaban de la circulación del papel y quedaron lagunas. Peter Suhrkamp permaneció en Alemania dirigiendo la Fischer Verlag (Editorial Fischer) y publicó algunos libros. Terminó en un campo de concentración.
La poesía es el género principal del exilio interior, en concreto tiene importancia la Naturlyrik, centrada en la naturaleza. Destacan Wilhelm Lehmann y Oskar Loerke. Ante la pobreza del lenguaje con los nazis, crean un rico lenguaje altamente metafórico. Se trata, no obstante, de una literatura de evasión.
Apenas hubo producciones clandestinas antifascistas; intentaron tanto llamar a la resistencia como denunciar el terror nazi ante el pueblo alemán y ante el mundo.
Estos autores alemanes fueron fuertemente criticados por escritores como Thomas Mann.

## El retorno
En mayo de 1945 terminaba la Segunda Guerra Mundial en Europa, con la caída de Berlín ante el Ejército rojo y el avance de las fuerzas anglo-estadounidenses por el oeste de Alemania, Austria e Italia.
En la Conferencia de Yalta se acuerda, y en la Conferencia de Potsdam se ratifica, la partición de Alemania y Austria entre las cuatro potencias vencedoras: el Reino Unido, Estados Unidos y Francia, que formarían la posterior República Federal Alemana; y la Unión Soviética, que formaría la República Democrática Alemana.
Por lo tanto, no solo se enfrentan los intelectuales alemanes con el problema del retorno tras hasta 12 años de exilio, sino que también se encuentran con un país dividido.

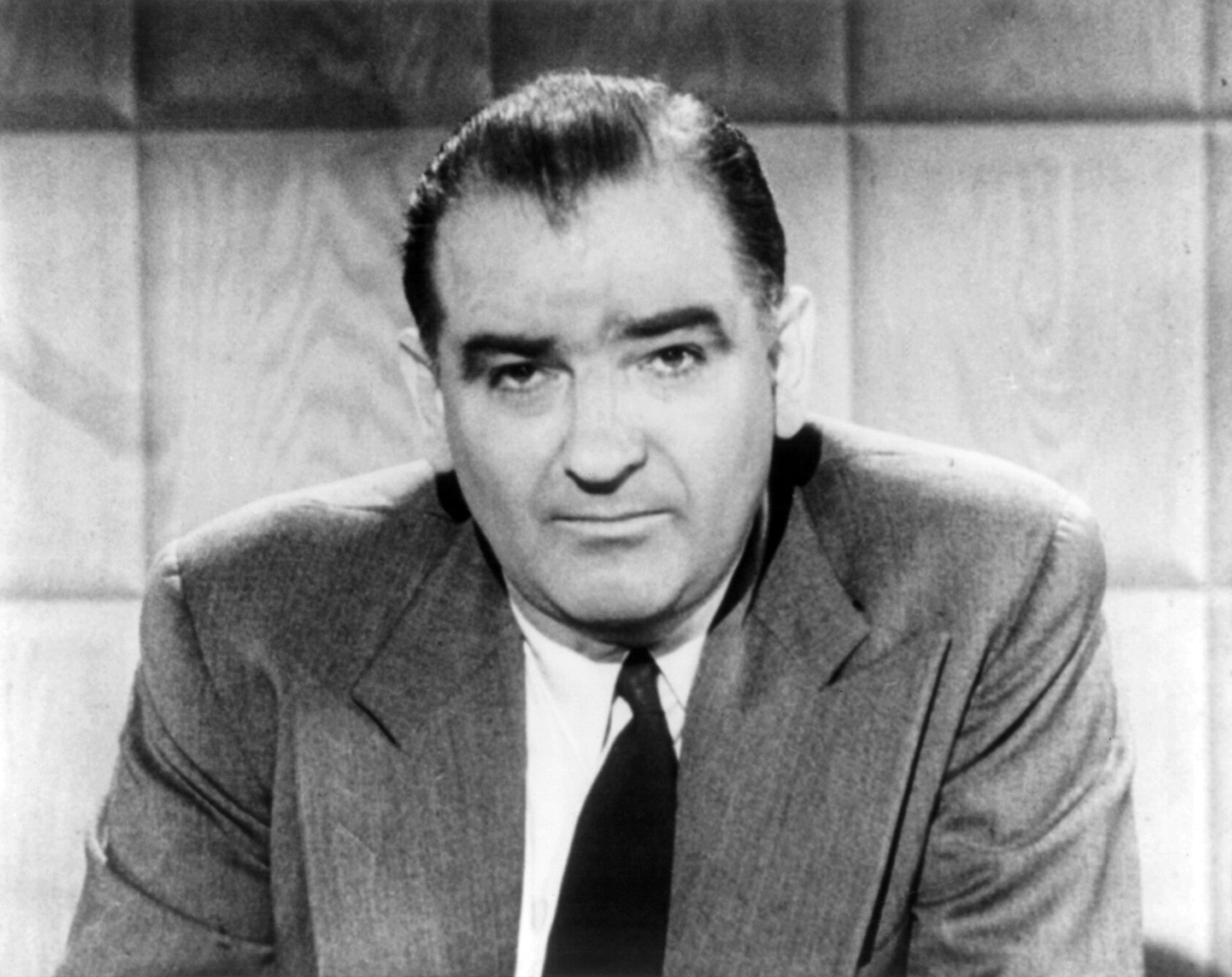
El senador Joseph McCarthy fue el responsable de la Caza de Brujas contra toda persona sospechosa de tener ideología marxista. Esto hizo que decenas de intelectuales se vieran forzados a abandonar Estados Unidos.

La mayoría de autores marxistas decidieron volver: Anna Seghers, Arnold Zweig, Friedrich Wolf o Willi Bredel, entre otros. Todos estos intelectuales marxistas tuvieron bastante protagonismo en la RDA, integrando el nuevo núcleo cultural de este Estado.
Los autores exiliados en Estados Unidos, sobre todo los que no eran de ideología marxista se vieron ante la disyuntiva del regreso. Bertolt Brecht solo regresó a Europa (y no a Alemania) cuando fue perseguido en Estados Unidos a causa de su ideología marxista (fue interrogado y perseguido por el Comité de Actividades Antiestadounidenses) y tomó la decisión de abandonar el país.
Thomas Mann en principio decidió quedarse. Sus hijos se habían naturalizado estadounidenses y para Mann, el nazismo era responsabilidad del pueblo alemán, ya que había recibido un apoyo masivo y lealtad hasta el final. No obstante, en 1949 recibió un premio literario en la RDA y cuando regresó a Estados Unidos fue objeto de la persecución del Comité de actividades antiestadounidenses. Thomas Mann decidió retornar a Europa, pero no regresó a Alemania.
Lion Feuchtwanger, Franz Werfel y otros permanecieron en Estados Unidos hasta su muerte.

## La literatura del exilio tras la guerra
La recepción que la literatura del exilio alemán tuvo en las dos Alemanias fue dispar, y, sobre todo en la RFA, se vio afectado por el grave enfrentamiento entre Thomas Mann por un lado, y el de Walter von Molo y Frank Thiess por otro. Para Thomas Mann, toda Alemania era culpable de lo que había pasado con los nazis. Los dos últimos eran autores que habían permanecido en Alemania al margen de los nazis y acusaron a los exiliados de ver la tragedia alemana desde los palcos y las butacas de patio. Mann entonces respondió tajantemente que toda la literatura que se había publicado en Alemania durante 12 años estaba manchada de sangre.
A raíz de esto, los intelectuales exiliados son calificados de comunistas y antipatriotas, y, en la RFA son excluidos del canon literario, y olvidados. Se produce una brecha en la literatura alemana, que no tiene continuidad. Se sospecha hasta de las obras de Heinrich Heine, que tardarán 30 años en ser incluidas en el canon; tan solo a partir de los años 1980 resurgiría cierto interés en la RFA por la literatura del exilio, pero aún hoy no están integrados en el canon literario alemán.
En la RDA la situación fue algo diferente. La literatura del exilio no recibió tanta marginación, y autores como Anna Seghers fueron personajes importantes de la vida cultural. No obstante, estuvo sujeta a la política oficial por lo que el uso de la literatura debía ajustarse a las necesidades del partido.
En general, la Exilliteratur tan solo ha visto un resurgimiento en los últimos años y no está demasiado incorporada al canon en Alemania, donde el énfasis ha estado en autores más antiguos y en la literatura extranjera, antes que en el periodo entre 1933 y 1945. Se habla de la brecha que se produjo, como de la Stunde Null (Hora Cero) para la Literatura alemana tras la Segunda Guerra Mundial.

## Autores exiliados 1933-1945
- Walter Benjamin
- Ernst Bloch
- Bertolt Brecht
- Hermann Broch
- Elias Canetti
- Elisabeth Castonier
- Alfred Döblin
- Lion Feuchtwanger
- Bruno Frank
- Erich Fried
- Oskar Maria Graf
- Walter Hasenclever
- Heinrich Eduard Jacob
- Hermann Kesten
- Annette Kolb
- Siegfried Kracauer
- Else Lasker-Schüler
- Emil Ludwig
- Heinrich Mann
- Klaus Mann
- Thomas Mann
- Balder Olden
- Rudolf Olden
- Erich Maria Remarque
- Ludwig Renn
- Alice Rühle-Gerstel
- Otto Rühle
- Nelly Sachs
- Alice Schwarz-Gardos
- Anna Seghers
- Ernst Toller
- B. Traven
- Bodo Uhse
- Helmut Weiß
- Franz Werfel
- Christa Winsloe
- Arnold Zweig
- Stefan Zweig